# Cắt Nhật Bản
Cắt Nhật Bản (danh pháp hai phần: Accipiter gularis) là một loài chim trong họ Ưng.
Loài chim này sinh sống ở Trung Quốc, Nhật Bản, bán đảo Triều Tiên và Xibia, trú đông ở Indonesia và Philippines, qua phần còn lại của Đông Nam Á. Nó là một loài chim sinh sống ở khu vực cây và khu vực mở.
Loài chim này dài 23–30 cm, chim mái lớn hơn chim trống. Chim trống có dưới cánh sọc nhẹ, trên lưng màu xám đen tối và đôi mắt đỏ. Chim mái có đôi mắt màu vàng và phía dưới sọc đen. Chim chưa trưởng thành có trên lưng màu nâu và vệt nâu trên ngực.
Cắt Nhật Bản ăn các con chim nhỏ hơn chúng bắt được khi đang bay.